# Eleição municipal de Canoas em 1996
A eleição municipal de Canoas em 1996 ocorreu no dia 3 de outubro do mesmo ano, para a eleição de um prefeito, um vice-prefeito e mais 21 vereadores. O prefeito à época era Liberty Conter (PPB). Foi eleito em turno único Hugo Lagranha (PTB), para o período de 1º de janeiro de 1997 a 31 de dezembro de 2000.

## Resultado da eleição para prefeito
| 1º Turno 3 de outubro de 1996          | 1º Turno 3 de outubro de 1996 | 1º Turno 3 de outubro de 1996 | 1º Turno 3 de outubro de 1996 |
| Candidato(a)                           | Vice                          | Votação                       | Votação                       |
| Candidato(a)                           | Vice                          | Total                         | Porcentagem                   |
| -------------------------------------- | ----------------------------- | ----------------------------- | ----------------------------- |
| Hugo Lagranha (PTB)                    | Márcio Kauer (PTB)            | 85.846                        | 58,57%                        |
| Paulo Cezar da Rosa (PT)               | - (PT)                        | 28.767                        | 19,63%                        |
| Cláudio Schneider (PPB)                | - (PPB)                       | 18.099                        | 12,35%                        |
| Antonio Ayrton Pereira De Souza (PDT)  | - (PDT)                       | 5.388                         | 3,68%                         |
| João Moacir Bittencourt De Avila (PSB) | - (PPS)                       | 4.633                         | 3,16%                         |
| Deoclaudio Boeno Fraga (PMDB)          | - (PMDB)                      | 3.835                         | 2,62%                         |
| Total de votos válidos                 | Total de votos válidos        | 146.568                       | 100,00%                       |
| Votos apurados                         |                               |                               |                               |
| Votos válidos                          | Votos válidos                 | 146.568                       | 90,54%                        |
| Votos em branco                        | Votos em branco               | 4.415                         | 4,62%                         |
| Votos nulos                            | Votos nulos                   | 10.895                        | 4,01%                         |
| Total de votos apurados                | Total de votos apurados       | 161.878                       | 100,00%                       |
| Eleitores                              |                               |                               |                               |
| Comparecimento                         | Comparecimento                | 161.878                       | 88,83%                        |
| Abstenções                             | Abstenções                    | 20.349                        | 11,17%                        |
| Total de eleitores                     | Total de eleitores            | 182.227                       | 100,00%                       |